# IC 4190
IC 4190 ist ein Stern im Sternbild Jagdhunde am Nordsternhimmel, die der Astronom Max Wolf am 21. März 1903 fälschlich als IC-Objekt beschrieb.